# Fonction CES
Pour les articles homonymes, voir CES.
Une fonction CES (Constant Elasticity of Substitution) est une forme de fonction de production ou d'utilité particulière qui résulte toujours en la même élasticité de substitution. Un cas particulier des CES est la fonction de Cobb-Douglas.

## Fonction de production CES
La fonction de production CES (Constant Elasticity of Substitution) est une forme particulière de fonction de production néoclassique introduite par Arrow, Chenery, Minhas et Solow en 1961. Dans cette approche, la technologie de production utilise des pourcentages de variations constants des proportions des facteurs (capital et travail) à la suite d’une variation de un pour cent du taux marginal de substitution technique (TMST).
{\displaystyle Q=F\cdot \left(a\cdot K^{r}+(1-a)\cdot L^{r}\right)^{\frac {\nu }{r}}}
avec
- Q = production
- F = Productivité du facteur
- a = paramètre de partage
- K, L = facteurs de production primaires (capital et travail)
- {\displaystyle r} = {\displaystyle {\frac {(s-1)}{s}}}
- avec {\displaystyle s} = Elasticité de substitution.
- {\displaystyle \nu }= degré d'homogénéité de la fonction de production. si {\displaystyle \nu }  = 1 rendement d'échelle constant,  {\displaystyle \nu }< 1 rendement d'échelle décroissant,  {\displaystyle \nu }> 1 rendement d'échelle croissant

La fonction de production CES utilise des élasticités de substitution constantes entre le capital et le travail. Les fonctions de production de Cobb-Douglas et de Leontief sont des cas particuliers de la fonction de production CES : lorsque s tend vers 1 on obtient une fonction Cobb-Douglas ; lorsque s tend vers l’infini on obtient une fonction linéaire (substituabilité parfaite); lorsque 's' tend vers zéro on obtient la fonction de Leontief (complémentarité). La forme générale de la fonction de production CES est :
{\displaystyle Q=F\left[\sum _{i=1}^{n}a_{i}^{\frac {1}{s}}X_{i}^{\frac {(s-1)}{s}}\ \right]^{\frac {s}{(s-1)}}}
Avec :
- Q = production
- F = Productivité du facteur
- a = paramètre de partage
- X = facteurs de production (i = 1,2...n)
- s = élasticité de substitution.

Les fonctions CES imbriquées sont souvent à la base des modèles
d’équilibre général. Ces fonctions sont également utilisées dans la
théorie du consommateur.

## Fonction d'utilité CES
À l'instar de la fonction de le production CES, c'est le TMS qui est, pour la fonction d'utilité, constant. En effet le rapport des utilités marginales doit permettre d'arriver à {\displaystyle 1/(1-p)} avec {\displaystyle p} une constante. A toutes fins utiles:
Si  {\displaystyle p\rightarrow {}1} nous sommes en présence de biens parfaitement substituables
Si  {\displaystyle p\rightarrow {}\infty } alors les biens sont complémentaires.
Afin de manipuler cette fonction, la partie 1.2 du sujet ENS 2020 présente un bon exemple[réf. souhaitée].